# Göran Sonnevi

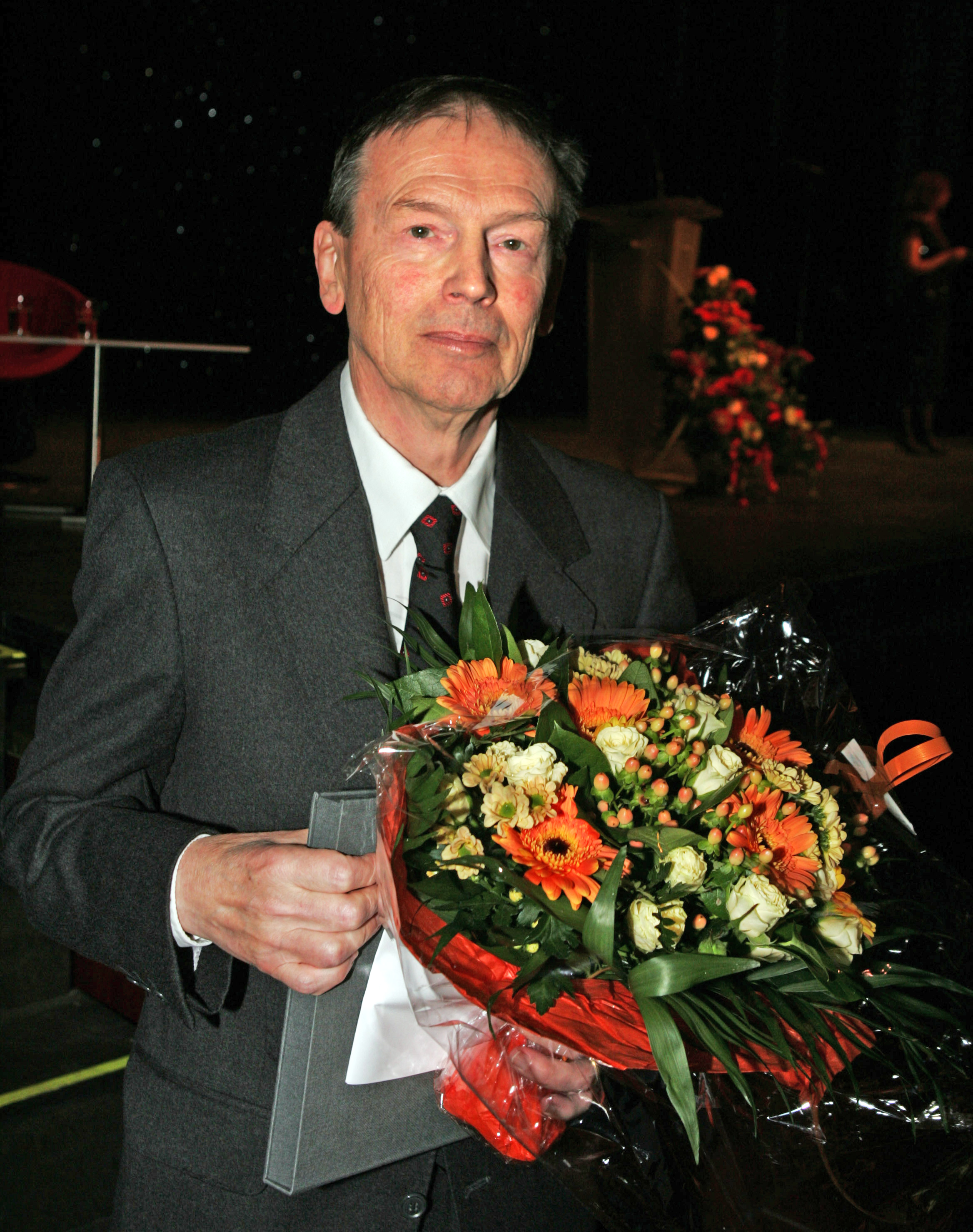
Göran Sonnevi (2006)

Göran Sonnevi (* 3. Oktober 1939 in Lund in Schonen) ist ein schwedischer Lyriker und Übersetzer. Er wuchs in Halmstad auf und studierte Literatur an der Universität Lund.
Er gab sein lyrisches Debüt im Jahr 1961 mit dem Band Outfört (Unausgeführt). Diesem folgten noch etliche weitere Sammlungen, darüber hinaus wurde er als Übersetzer von Ezra Pound und Hans Magnus Enzensberger bekannt, deren Werke er ins Schwedische übertrug.
Göran Sonnevi gilt als einer der wichtigsten Vertreter der zeitgenössischen schwedischen Lyrik. Neben weiteren Auszeichnungen erhielt er 2005 den Nordischen Preis der Schwedischen Akademie und gewann 2006 den Literaturpreis des Nordischen Rates für seine Sammlung Oceanen (Der Ozean).

## Werke
- Outfört. 1961.
- Abstrakta dikter. 1963.
- ingrepp-modeller. 1965.
- och nu! 1967.
- Det gäller oss. Dikter 1959–1968. 1969.
- Det måste gå. 1970.
- Det oavslutade språket. 1972.
- Dikter 1959–1973. 1974.
- Det omöjliga. 1975.
- Språk; Verktyg; Eld. 1979.
- Dikter 1959–1972. rev. utg. 1981
- Små klanger; en röst. 1981.
- Dikter utan ordning. 1983.
- Oavslutade dikter. 1987.
- Trädet. 1991.
- Mozarts tredje hjärna. 1996.
- Klangernas bok. 1998.
- Oceanen. 2005.
- Das brennende Haus. Ausgewählte Gedichte 1991–2005. Aus dem Schwedischen von Klaus-Jürgen Liedtke. Edition Lyrik Kabinett bei Hanser, 2009, ISBN 978-3-446-23284-6.

## Auszeichnungen
- Sveriges Radios Lyrikpris (1968)
- Carl Emil Englund-priset (1971)
- Aftonbladets litteraturpris (1972)
- Aniara-Preis (1975)
- Gustaf Fröding-stipendiet (1975)
- Bellman-Preis (1979, 2016)[1]
- Svenska Dagbladets litteraturpris (1979)
- Gerard-Bonnier-Lyrikpreis (1982, 2020)
- Großer Preis des Samfundet De Nio (1988)
- Gerard-Bonnier-Preis (1997)
- Östrabopriset (1997)
- Ferlinpriset (1998)
- Erik Lindegren-priset (1998)
- Svenska Akademiens nordiska pris (2005)
- Literaturpreis des Nordischen Rates (2006)
- Bellman-Preis (2016)